# つばめ長電タクシー
つばめ長電タクシー株式会社（つばめながでんタクシー）は、長野県長野市に本社を置く、ながでんグループのタクシー事業者である。長野電鉄沿線を中心に、68両のタクシーを運行する。

## 概要
ながでんグループのハイヤー・タクシー事業は、戦時の交通統制を背景として1941年（昭和16年）北信地方のタクシー19事業者を長野電鉄が買収したことで始まった。これにより長野以北の自動車輸送網を完全掌握することとなった同社だが、戦後は長野市内にタクシー事業者が次々設立され、激しい競争にさらされた。
1969年（昭和44年）に稼働台数のピークを迎えて以降急激に経営が悪化し、長野電鉄はハイヤー・タクシー事業を廃止し子会社にすべて移管することとなった。こうして長電タクシー株式会社・北信観光タクシー株式会社・高水タクシー株式会社が段階的にその事業を引き継いだが、これらの経営を一元化すべく、2011年（平成23年）に長電タクシー株式会社がほか2社を合併した。なお、旧飯山ハイヤー営業所を引き継いだ飯山長電ハイヤー株式会社（のち、飯山観光ハイヤー株式会社に改称）は、ながでんグループ離脱・再加入を経て、2020年（令和2年）に長電バス株式会社に吸収合併され、同社のハイヤー部門となるという異なる道をたどっている。
その後、持続可能な地域公共交通の維持を目的として、2022年（令和4年）には長電タクシー湯田中営業所を分割して長電バス株式会社に合併。同日合併した岳北ハイヤー有限会社（ながでんグループ外）の事業および旧飯山観光ハイヤー（上述）と併せ、奥信濃交通圏（主に山ノ内町・中野市・飯山市・木島平村）においては長電バス株式会社の長電ハイヤーとして営業することとなった。これにより、長電タクシー株式会社は、3社合併以前と同じ長野交通圏・北信濃交通圏（主に長野市・須坂市・小布施町）にて営業することとなった。
さらに2023年（令和5年）には、同じ長野市内で営業しており、保有車両も同数（35両）のつばめタクシー株式会社からタクシー事業を吸収分割し、つばめ長電タクシー株式会社に商号変更。この合併で、保有車両数では長野・北信濃両交通圏21事業者中3位（長野交通圏に限れば20事業者中5位）の事業者となった。

## 沿革

### 長野電鉄→長電タクシー→つばめ長電タクシー
前史（長野電鉄直営時代）
- 1941年（昭和16年）2月11日 - 長野電鉄株式会社は、北信地方19事業者を買収し貸切乗用自動車事業を開始
- 1951年（昭和26年）10月16日 - 長野電鉄(株)、小布施ハイヤー営業所を開設
- 1953年（昭和28年） - 長野電鉄(株)、吉田・豊野・飯山ハイヤー営業所を開設
- 1957年（昭和32年）9月19日 - 長野電鉄(株)の子会社として、北信観光タクシー株式会社設立。湯田中駅前に営業所を置く
- 1963年（昭和38年）
  - 5月2日 - 北信観光タクシー(株)、渋安代営業所を開設
  - 6月1日 - 長野電鉄(株)、柏原ハイヤー営業所を開設
  - 8月1日 - 長野電鉄(株)、蓮池ハイヤー営業所を開設
  - 11月15日 - 長野電鉄(株)、山田温泉ハイヤー営業所を開設
  - 12月22日 - 長野電鉄(株)、宇木ハイヤー営業所を開設
- 1967年（昭和42年）
  - 10月2日 - 長野電鉄(株)の子会社として、高水タクシー株式会社設立
  - 12月14日 - 長野電鉄(株)、小布施ハイヤー営業所を高水タクシー(株)に譲渡
- 1972年（昭和47年）9月 - 長野電鉄(株)、豊野ハイヤー営業所を廃止し高水タクシー(株)に譲渡
- 1976年（昭和51年）
  - 11月30日 - 長野電鉄(株)、中野ハイヤー営業所・渋ハイヤー営業所を廃止。中野ハイヤー営業所は高水タクシー(株)に譲渡
  - 12月1日 - 長野電鉄(株)の子会社として、飯山長電ハイヤー株式会社設立（のち、ながでんグループを離脱して飯山観光ハイヤー株式会社となるが、再度グループ入りした上で長電バス株式会社に吸収合併）
  - 12月16日 - 長野電鉄(株)、飯山ハイヤー営業所を廃止

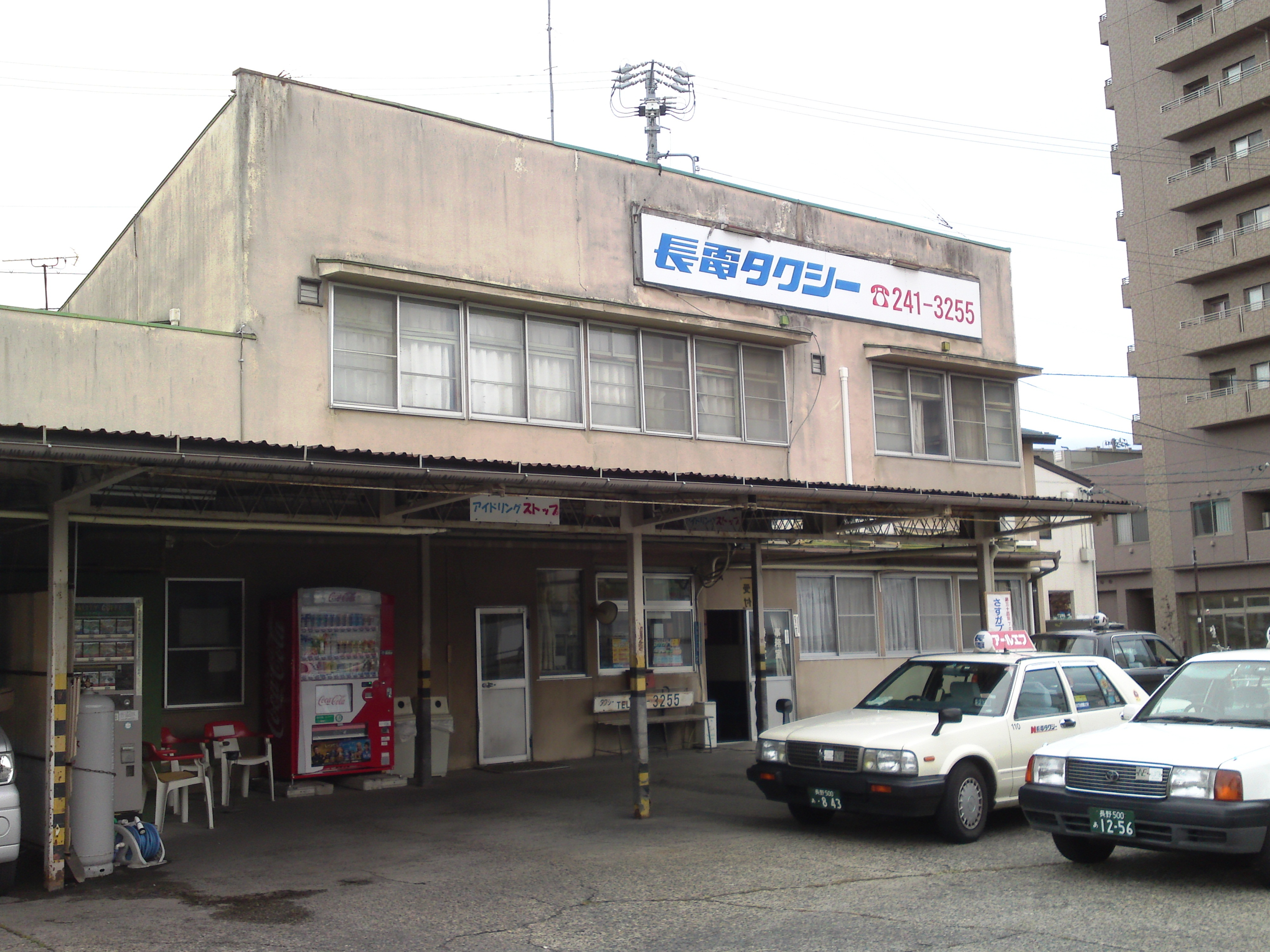
1977年-1978年と、1980年-2023年にかけて本社が置かれた旧吉田営業所（2023年解体）

- 1977年（昭和52年）
  - 1月31日 - 長野電鉄(株)、牟礼ハイヤー営業所を廃止

長電タクシー→つばめ長電タクシーの歴史
- 1977年（昭和52年）12月23日 - 長野電鉄(株)の子会社として、長電タクシー株式会社設立。本社を吉田ハイヤー営業所（長野市吉田三丁目21番1号）に置く
- 1978年（昭和53年）
  - 1月1日 - 長野電鉄(株)、長野市・上水内郡信濃町のハイヤー営業を長電タクシー(株)に譲渡
    - 長野電鉄 長野ハイヤー営業所 → 長電タクシー 田町営業所
    - 長野電鉄 吉田ハイヤー営業所 → 長電タクシー 吉田営業所
    - 長野電鉄 宇木ハイヤー営業所 → （廃止）
    - 長野電鉄 柏原ハイヤー営業所 → 長電タクシー 柏原営業所
    - 長野電鉄 野尻ハイヤー営業所 → （廃止）

  - 6月20日 - 長電タクシー(株)、本社を田町営業所（長野市三輪田町1303）に移転
- 1979年（昭和54年）7月27日 - 北信観光タクシー(株)、渋安代営業所・星川車庫を廃止
- 1980年（昭和55年）6月1日 - 長電タクシー(株)、本社を再び吉田営業所（長野市吉田三丁目21番1号）に移転。田町営業所を廃止
- 1981年（昭和56年）12月24日 - 長野電鉄(株)、須坂ハイヤー営業所・湯田中ハイヤー営業所を廃止（直営のハイヤー事業をすべて廃止）。須坂ハイヤー営業所は長電タクシー(株)に、湯田中ハイヤー営業所は北信観光タクシー(株)に譲渡
- 1987年（昭和62年）10月15日 - 長電タクシー(株)、柏原営業所を野尻湖畔に移転し野尻営業所に改称
- 1995年（平成7年）3月31日 - 長電タクシー(株)、野尻営業所を廃止し野尻湖タクシー株式会社に譲渡
- 2011年（平成23年）10月1日 - 長電タクシー(株)が、北信観光タクシー(株)・高水タクシー(株)を合併。湯田中営業所・小布施営業所・中野営業所とする
- 2012年（平成24年）3月31日 - 小布施営業所・中野営業所を廃止

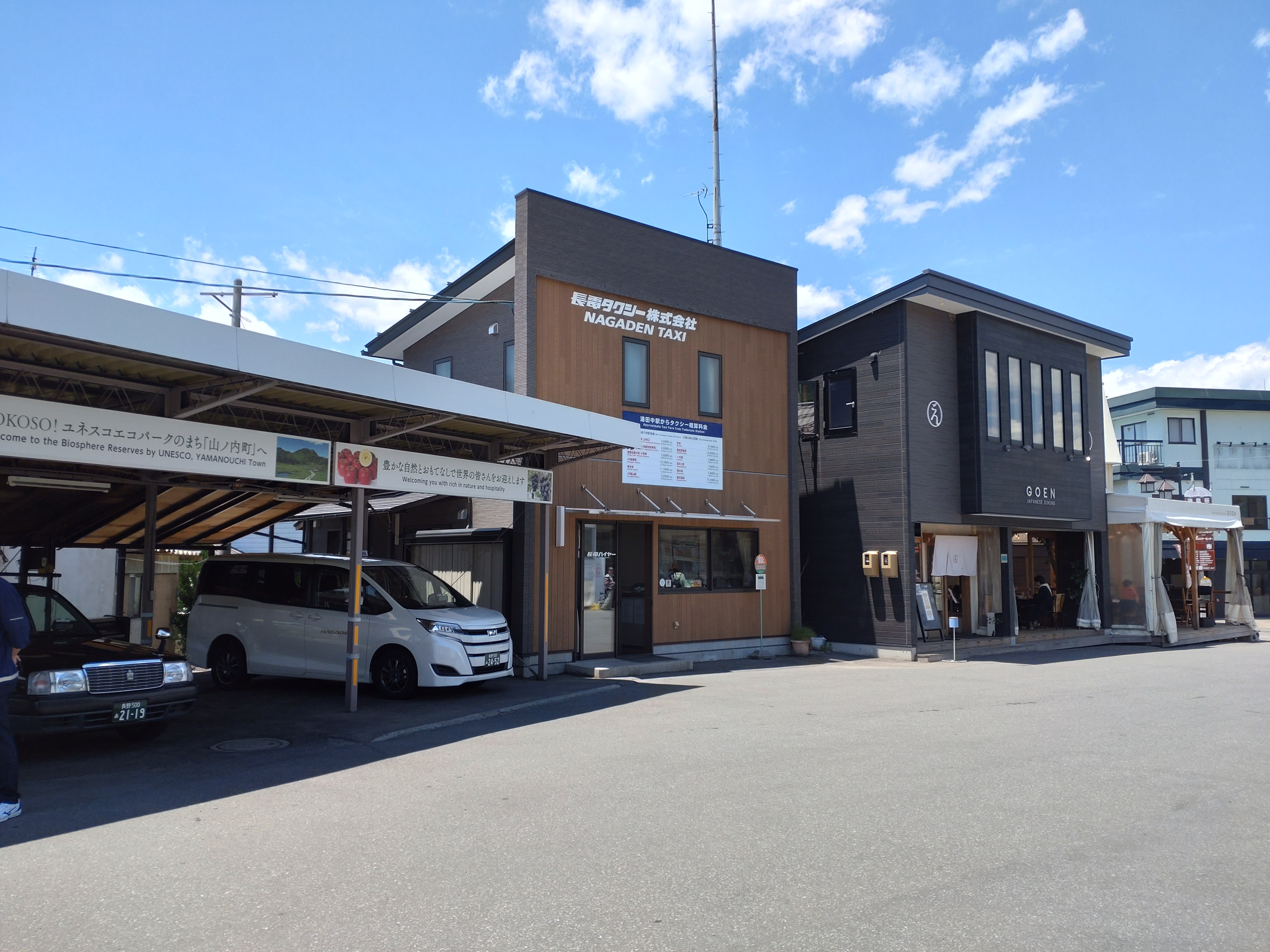
旧湯田中営業所（現・長電ハイヤー 湯田中営業所）。2023年の撮影であるが、建物上部には依然「長電タクシー株式会社」と掲げられている。

- 2022年（令和4年）10月1日 - 湯田中営業所を長電バス(株)に譲渡
- 2023年（令和5年）6月1日 - つばめタクシー株式会社のタクシー事業を吸収分割のうえ、つばめ長電タクシー株式会社に商号変更。本社・長野営業所を旧つばめタクシー本社ビル（長野市西鶴賀町）に移転

### 旧つばめタクシー
- 1958年（昭和33年）11月2日 - つばめタクシー株式会社設立。当時の保有車両は10台、運転手11名
初代社長となる塩瀬正と、戦前に須坂駅 - 山田温泉間乗合自動車の運転手をしていた滝沢傳蔵（2代目社長）により創業。設立認可にあたっては、塩瀬和助（塩瀬正の父）が選挙事務局長を務めた倉石忠雄（当時参議院議員）の支援を受けた。社名は、東海道本線の特急「つばめ」の名にあやかるとともに、益鳥とされるツバメに商売繁盛の願いを込めたもの[11]。
- 1963年（昭和38年） - 北長野駅前営業所を開設[12]（現存せず）
- 1966年（昭和41年） - 県庁前営業所を開設[12]（現存せず）
- 1970年（昭和45年） - 現本社ビルが完成[12]
- 2023年（令和5年）6月1日 - タクシー事業を長電タクシー株式会社に承継（吸収分割）のうえ、つばめスペース株式会社に商号変更[13]

## 営業所
- 長野営業所（本社）
  - 長野県長野市西鶴賀町1470-3
  - 長野電鉄長野線 権堂駅から徒歩5分
- 須坂営業所
  - 長野県須坂市須坂1288-2
  - 長野電鉄長野線 須坂駅前

### 廃止された営業所
2012年（平成24年）廃止
なお、各駅前でのタクシーの常駐は継続する（ただし、2022年（令和4年）以降、信州中野駅前は長電バス「長電ハイヤー」による）。
- 小布施営業所 - 旧・高水タクシー本社営業所
  - 長野県上高井郡小布施町小布施親木1497-2
  - 長野電鉄長野線 小布施駅前
- 中野営業所 - 旧・高水タクシー中野営業所
  - 長野県中野市西一丁目564-2
  - 長野電鉄長野線 信州中野駅前

2022年（令和4年）廃止
なお、長電バス「長電ハイヤー」により、湯田中駅前でのタクシーの常駐は継続する。
- 湯田中営業所 - 旧・北信観光タクシー本社営業所
  - 長野県下高井郡山ノ内町平穏3364-11
  - 長野電鉄長野線 湯田中駅前

2023年（令和5年）廃止
なお、同所でのタクシーの常駐は継続する。
- 旧・長電タクシー本社（長野営業所）
  - 長野県長野市吉田三丁目21番1号
  - 長野電鉄長野線 信濃吉田駅北口

## 車両
（出典）
- 大型車 - 6両（長野4・須坂2）
- 普通車 - 57両（長野42・須坂15）
- 福祉車 - 4両（長野2・須坂2）

## 特徴的なサービス

### 深夜乗合タクシー
長野駅善光寺口を毎日0:00に発車する乗合タクシー「ミッドナイトライナー」（須坂駅ゆき）を運行しており、長野電鉄・長電バスの終電・終バス後の輸送をカバーしている。
2005年（平成17年）9月に試験実施された長野電鉄長野線の終電繰り下げを引き継ぐ形で、長野駅→柳原中央の区間で運行が始まった。2011年（平成23年）からは須坂駅まで区間が延長されるとともに、三才線（三才駅ゆき）も追加されるが、2017年（平成29年）に三才線は廃止された。
乗降場所は長電バスの停留所で、運賃は730円〜1,570円。
なお、新型コロナウイルス感染症の世界的流行の影響で、2020年（令和2年）5月1日から運行を休止している。
- 須坂線
  - 【乗車】長野駅善光寺口（のりば5） → 【乗車】昭和通り（のりば1） → 【乗車】権堂 → 【以遠降車のみ】柳町団地 → 平林 → 東郵便局 → 柳原中央 → 村山駅入口 → 高梨町 → 須坂駅

廃止された路線
- 三才線 - 2011年（平成23年）〜2017年（平成29年）運行
  - 【乗車】長野駅善光寺口（のりば5） → 【乗車】昭和通り（のりば1） → 【乗車】権堂 → 【以遠降車のみ】宇木 → 本町 → 若槻団地中央 → 上野中央公園 → 若槻台 → 三才駅

### バス回数券の利用
2022年（令和4年）12月31日まで、旧・長電タクシーでは、同グループの長電バスの普通金額回数券を、タクシー料金支払に使用できた。なお、バスIC乗車カード「KURURU」は利用できない。

### デリバリーサービス
旧・長電タクシー長野営業所・須坂営業所では、新型コロナウイルス感染症が流行した2020年（令和2年）5月から9月末の期間限定で、近隣飲食店から客先に商品を運ぶデリバリーサービスを実施していた。